# ادی کروک
ادی کروک (انگلیسی: Eddie Crook Jr.; ۱۹ آوریل ۱۹۲۹ – ۲۵ ژوئیهٔ ۲۰۰۵) بوکسور اهل ایالات متحده آمریکا بود.
وی همچنین برندهٔ جوایزی همچون نشان ستاره برنزی، ستاره نقره‌ای، و پرپل هارت شده‌است.